# Dorothy Comingore
Margaret Louise Comingore, beter bekend als Dorothy Comingore (Los Angeles (Californië), 24 augustus 1913 - Stonington (Connecticut), 30 december 1971) was een Amerikaans actrice, best bekend van haar optreden in de film Citizen Kane.
Comingore studeerde aan de Universiteit van Californië. Ze had al acteerervaring opgedaan in kleine theaters toen ze in het midden van de jaren dertig in films ging spelen. In het begin van haar carrière speelde ze onder het pseudoniem Linda Winters. Ze begon in korte filmkomedies van Columbia, gevolgd door verscheidene films van de Three Stooges, hoofdrolletjes in enkele B-westerns en enkele kleine filmrolletjes in grotere films, waaronder Mr. Smith Goes to Washington (1939). Ze was relatief onbekend toen Orson Welles haar uitkoos voor de rol van Susan Alexander, de breekbare minnares van Charles Foster Kane, in zijn debuutfilm Citizen Kane (1941). Alhoewel haar acteerwerk in die film zeer goed werd ontvangen maakte ze na Citizen Kane slechts drie films. 
In 1951 kwam aan haar carrière een einde toen ze, ten tijde van de Rode Angst, door de House Committee on Un-American Activities op de zwarte lijst van Hollywood werd geplaatst. Ze stierf in 1971 op 58-jarige leeftijd.

## Filmografie (selectie)
- Prison Train (1938)
- Comet Over Broadway (1938)
- Trade Winds (1939)
- Blondie Meets the Boss (1939)
- North of the Yukon (1939)
- Scandal Sheet (1939)
- Pioneers of the Frontier (1940)
- Citizen Kane (1941)
- The Hairy Ape (1944)
- Any Number Can Play (1949)
- The Big Night (1951)

- Bibliothèque nationale de France: cb13946212z (data)
- Gemeinsame Normdatei: 128995807
- International Standard Name Identifier: 0000 0000 4110 1685
- Library of Congress Control Number: no98069597
- Nationale Bibliotheek van Tsjechië: xx0154110
- Nationale Bibliotheek van Israël: 987007431256805171
- Système universitaire de documentation: 055670385
- Virtual International Authority File: 42030984
- WorldCat: E39PBJqqqKpVhQRx9JcDP6dPcP